# Simfonia núm. 5 (Arnold)
La Simfonia núm. 5, op. 74 de Malcolm Arnold va ser encarregada per la Cheltenham Festival Society i estrenada el juliol de 1961 de la mà de l'Orquestra Hallé dirigida pel compositor.

## Moviments
- Tempestuoso
- Andante con moto
- Con fuoco
- Risoluto

## Descripció
El camí d'acostament a la música popular iniciat amb les simfonies 3 i 4 de Malcolm Arnold canvia de direcció cap a aspectes no tractats abans en el simfonisme d'Arnold, en el que es pot considerar punt d'inflexió en el seu recorregut simfònic. La núm. 5 és una simfonia més seriosa i profunda, amb la finalitat de satisfer la necessitat declarada del mateix compositor d'expressar coses noves ("hi havia tantes coses encara que necessitava dir musicalment"). L'obra, en quatre temps (com la seva predecessora), comença amb una intervenció interrogativa de l'oboè, que introdueix el tema que anirà desenvolupant la resta de l'orquestra en un to nerviós i tens, que desemboca en un estat de clímax molt tranquil. Es tracta d'un nou exemple de la presència de polsos contraposats en la personalitat d'Arnold.
El segon temps, la més mahleriana de les seves creacions musicals, és, probablement, el millor valorat de tota la seva producció simfònica. Es tracta d'un moviment lent i sensible. Les cordes, en un començament ricament harmonitzat, plantegen el tema principal del moviment, al qual es contraposa el tema plantejat per la flauta travessera. Així, es dona pas a un tema més fort en volum, amb una major intervenció dels instruments de vent-metall en detriment de les cordes: es tracta d'un nou exemple de la lluita interna de les dues personalitats contraposades del compositor. Aquesta tensió s'esvaeix amb la intervenció de la flauta i la volta del primer tema del moviment, que acaba d'una forma relaxada i tranquil·la.
El tercer moviment, un scherzo, és típicament arnoldià. La tensió oblidada en el segon moviment torna a prendre el protagonisme, només interrompuda per les intervencions del vent, que introdueix una melodia imitativa del pop dels anys 1950.
El quart moviment, i com és habitual en el simfonisme d'Arnold, introdueix una subtil marxa militar de la mà del flautí i de la percussió, amb breus intervencions del vent metall. El temps es desplega amb extremades intervencions de les cordes a un registre molt agut, que constantment discuteixen amb potents entrades dels instruments de vent metall sobre el rítmic coixí de percussió. El moviment pren un rumb ascendent potent que progressivament cedeix pas a la reincorporació del tema principal del segon moviment de la simfonia, ara en un volum molt més gran i dramàtic. Després del seu desenvolupament íntegre i un crescendo de l'orquestra al complet, la simfonia cau en un final més tranquil però d'aire trist, en el qual la corda en pianissimo forma un matalàs harmònic, deixant el protagonisme a les campanes que fa sonar la percussió i que ja havien estat emprades en el primer moviment. La simfonia finalitza amb tres Els meus interpretats pels violoncels i contrabaixos.
En el moment de l'estrena de la Cinquena Simfonia, la recepció del públic i la crítica va ser nefasta. Una ressenya del diari London Times en anglès va qualificar la simfonia com "el resultat d'una ment creadora en un avançat estat de desintegració". Un altre crític va dir que "el millor que es pot fer és dir el menys possible d'ella [la cinquena simfonia]". Aquestes crítiques, moltes del to de les esmentades, van afectar seriosament la moral d'Arnold, que va acabar per apartar-la. No va ser fins als anys 1970 quan, amb un enregistrament dirigit pel mateix Arnold, la Cinquena Simfonia va reconduir la seva història, en començar a fer-se popular i a rebre crítiques positives. Avui és considerada per molts la seva millor obra i una de les més significatives simfonies angleses del segle xx.